# Hayley Hasselhoff
Hayley Amber Hasselhoff (Los Ángeles, 26 de agosto de 1992) es una actriz y modelo estadounidense conocida por su papel de Amber en la serie Huge de ABC Family.
Hasselhoff nació en Los Ángeles, California. Hija de David Hasselhoff y Pamela Bach, tiene una hermana mayor llamada Taylor.
Hasselhoff comenzó a actuar en 1999 cuando apareció en la serie de televisión de su padre Baywatch. Hasselhoff protagonizó en 2010 la serie de telerrealidad A&E The Hasselhoffs. También protagonizó Celebrity Showmance e interpretó a Amber en Huge durante 10 episodios.
Hasselhoff también ha estado modelando como modelo de talla grande desde 2007, cuando tenía una talla 14. Ha trabajado para Wilhelmina Models y a partir de 2014, firmó con Ford Models. Ella ha desfilado en shows como el 2014 British Plus Size Fashion Week, y ha modelado para Torrid. También ha sido nombrada embajadora de la Pulp Fashion Week en París.
Su mejor amiga es la actriz Nathalia Ramos.[cita requerida]

## Filmografía y créditos televisivos
| Año  | Título               | Personaje                  | Notas                           |
| ---- | -------------------- | -------------------------- | ------------------------------- |
| 1999 | Baywatch             | Tammi                      | Episodio: "Castles in the Sand" |
| 2000 | Baywatch             | Extra                      | Episodio: "Last Rescue"         |
| 2002 | More than Puppy Love | Chica pequeña con un perro |                                 |
| 2010 | The Hasselhoffs      | Ella misma                 | 2 episodios                     |
| 2010 | Huge                 | Amber                      | 10 episodios                    |
| 2012 | Pair of Kings        | Sasha                      | 2 episodios                     |
| 2014 | Fearless             | Rebecca                    | Papel principal                 |
| 2014 | Space Samurai: Oasis | Majestika                  | Papel principal                 |